# Adolf Lindqvist
Adolf Lindqvist, född 1920 i Norsjö, Västerbottens län, död 2001, var en svensk skulptör. 
Han var son till Mauritz Lindqvist och Eva Lovisa Salomonsson samt bror till Rudolf Lindqvist. Han studerade vid Konstfackskolan i Stockholm och utbildade sig därefter i konstsvetsning och i konstutsmyckning för offentliga miljöer. Han var som sin bror verksam som konstnär i sin hembygd i hela sitt liv och utförde en del offentliga utsmyckningar i Norsjö. Han ställde ut sina alster i de flesta norrländska städerna samt i Stockholm och Eslöv. Bland hans offentliga arbeten märks utsmyckningarna för Lycksele vårdcentral, Lycksele kommunhus, Vattenfall i Norsjö och Norsjö kommun. Hans konst består av skulpturer utförda i keramiklera, gips, konststen, betong och brons. Lindqvist är representerad vid Norsjö Bildmuseum, Umeå kommun, Skellefteå kommun, Statens konstråd och Västerbottens läns landsting.